# Asadollah Abbasi
Asadollah Abbasi (in persiano اسدالله عباسی‎) (Shahrestān di Rudsar, 1961) è un politico iraniano, Ministro del lavoro, delle cooperative e della previdenza sociale nel 2013.

## Biografia
Nato nel 1961 nel villaggio di Halu Kaleh, situato nello Shahrestān di Rudsar. Ha conseguito una laurea in educazione, oltre ad un dottorato di ricerca presso l'università islamica di Azad.

## Carriera politica
Viene eletto parlamentare nel 2016. È stato membro del Comitato di Educazione e Ricerca del Parlamento. Abbasi è stato nominato vice ministro del Lavoro dall'allora ministro Reza Sheykholeslam. Il 3 febbraio 2013 Sheykholeslam è stato licenziato dal presidente Mahmud Ahmadinejad e Abbasi ne ha quindi sostituito le funzioni (dal 4 febbraio al 5 maggio 2013). 
Il 24 aprile, Ahmedinejad lo ha proposto come ministro del lavoro. Abbasi è stato approvato come ministro dall'Assemblea consultiva islamica il 5 maggio. Il mandato di Abbasi si è concluso il 15 agosto 2013 ed è stato sostituito da Ali Rabiei.